# Pleurotaenium coronatum
Pleurotaenium coronatum là một loài Song tinh tảo trong họ Desmidiaceae, thuộc chi Pleurotaenium.